# Noria (Verdun)

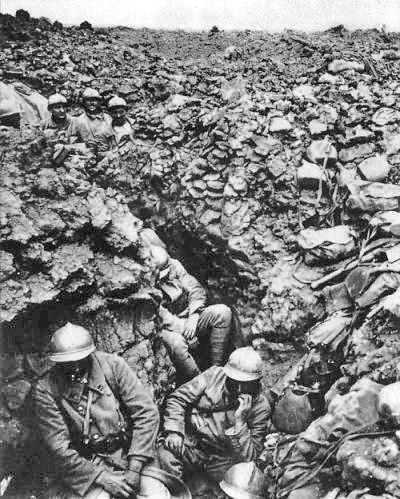
Soldati din regimentul 87e régiment d’infanterie la Verdun (1916)

Noria (sau Pater Noster) a fost o unitate militară care a avut un rol de rezervă și de asigurare cu materiale, armament, a trupelor franceze aflate în primul război mondial la Verdun  (1916). Noria înlocuia temporar printr-un sistem de rotație trupele aflate în luptă, această tactică a asigurat o defensivă eficientă, fiind un factor important care a contribuit la rezultatul luptelor de la Verdun. Unitatea Noria a transportat pe drumul Bar-le-Duc–Verdun (ca. 60 km), un număr de 8.000 autovehicule, adică: un vehicul la fiecare 14 secunde și în timp de o săptămână ca. 90.000 soldați și 50.000 t armament militar. In același timp erau transportați răniții și înlocuiau trupele aflate în luptă. In aprile 1916 politicianul și scriitorul francez Maurice Barrès va numi drumul de legătură «Voie sacrée» (în traducere „Strada sfântă”). Acest sistem de luptă a permis trupelor franceze să fie înlocuite la intervale de 10 - 14 zile, ceea ce a ridicat considerabil moralul lor de luptă.